# Arroz con leche
Arroz con leche – rodzaj hiszpańskiego puddingu ryżowego, przygotowywany jest poprzez powolne gotowanie ryżu z mlekiem i cukrem. Podaje się go na ciepło lub zimno i zwykle posypuje cynamonem, wanilią lub skórką z cytryny.
Czasami polewa się go mlekiem skondensowanym, choć w Asturii (regionie Hiszpanii, w którym deser ten jest szczególnie popularny) zazwyczaj podaje się go z przypalonym cukrem, dzięki czemu wierzch staje się skarmelizowany i chrupiący.